# Ібрагім Фарадж
Ібрагім Фарадж Абдельхакім Мохамед (араб. إبراهيم•فرج عبد الحكيم محمد; нар. 5 лютого 1990, Суец, губернаторство Суец) — єгипетський борець вільного стилю, чемпіон та дворазовий бронзовий призер чемпіонатів Африки, учасник Олімпійських ігор.

## Життєпис
Боротьбою почав займатися з 2003 року. У 2010 році став чемпіоном Африки серед юніорів. Наступного року здобув бронзову нагороду чемпіонату світу серед юніорів.
Виступав за спортивний клуб «Ель-Мосаса» Суец. Тренер — Махмуд Мустафа (з 2011).

## Спортивні результати на міжнародних змаганнях

### Виступи на Олімпіадах
| Змагання                    | Збірна | Вагова категорія          | Місце |
| --------------------------- | ------ | ------------------------- | ----- |
| Літні Олімпійські ігри 2012 | Єгипет | вільна боротьба, до 55 кг | 13    |

### Виступи на Чемпіонатах світу
| Змагання                        | Збірна | Вагова категорія          | Місце |
| ------------------------------- | ------ | ------------------------- | ----- |
| Чемпіонат світу з боротьби 2010 | Єгипет | вільна боротьба, до 55 кг | 24    |
| Чемпіонат світу з боротьби 2013 | Єгипет | вільна боротьба, до 60 кг | 32    |

### Виступи на Чемпіонатах Африки
| Змагання                         | Збірна | Вагова категорія          | Місце  |
| -------------------------------- | ------ | ------------------------- | ------ |
| Чемпіонат Африки з боротьби 2009 | Єгипет | вільна боротьба, до 55 кг | Бронза |
| Чемпіонат Африки з боротьби 2010 | Єгипет | вільна боротьба, до 55 кг | Золото |
| Чемпіонат Африки з боротьби 2011 | Єгипет | вільна боротьба, до 55 кг | Бронза |
| Чемпіонат Африки з боротьби 2012 | Єгипет | вільна боротьба, до 60 кг | 5      |

### Виступи на інших змаганнях
| Змагання                                                       | Збірна | Вагова категорія          | Місце  |
| -------------------------------------------------------------- | ------ | ------------------------- | ------ |
| Турнір Дана Колова — Николи Петрова 2009                       | Єгипет | вільна боротьба, до 55 кг | 5      |
| Олімпійський кваліфікаційний турнір з боротьби 2012 (Марракеш) | Єгипет | вільна боротьба, до 55 кг | Золото |
| Гран-прі Іспанії з боротьби 2012                               | Єгипет | вільна боротьба, до 60 кг | 7      |
| Олімпійський кваліфікаційний турнір з боротьби 2016 (Алжир)    | Єгипет | вільна боротьба, до 65 кг | Бронза |

### Виступи на змаганнях молодших вікових груп
| Змагання                                          | Збірна | Вагова категорія          | Місце  |
| ------------------------------------------------- | ------ | ------------------------- | ------ |
| Арабський чемпіонат з боротьби серед юніорів 2007 | Єгипет | вільна боротьба, до 50 кг | Золото |
| Чемпіонат Африки з боротьби серед юніорів 2009    | Єгипет | вільна боротьба, до 55 кг | Золото |
| Чемпіонат світу з боротьби серед юніорів 2009     | Єгипет | вільна боротьба, до 55 кг | 13     |
| Чемпіонат світу з боротьби серед юніорів 2010     | Єгипет | вільна боротьба, до 55 кг | Бронза |